# 辰口信夫
辰口信夫（日语：／ Tatsuguchi Nobuo，1911年8月31日—1943年5月31日）是第二次世界大战期间大日本帝国陆军的一名外科医师。辰口是一名基督复临安息日会信徒，曾在美国学习医疗并获得医师证书。回到日本后，他在东京的一所疗养院里行医。1941年，他接到命令被征召入伍，代理军医官，但由于曾在美国学习而被授予士官而非军官衔。次年10月日军占领阿图岛后，辰口于当年末或1943年初被派往那里。
1943年5月11日，美军登陆阿图岛。发起了阿图岛之战。作战途中，辰口用日记记下自己在战地医院的所见所闻。在战斗的最后一天──5月30日，残余的日军向美军发起最后的自杀式袭击，辰口被杀身亡。
辰口死后，他的日记被美军发现并被译成英文，在战后的美国广泛传播，使美国公众被这位在美国接受医疗培训却在日本皇军服役的基督徒医生及其参与协助杀死重伤的日军士兵的经历所吸引。西方史学界广泛引用辰口的日记选录，尤其是他写下告别家人的最后一篇日记。

## 双亲和早年生活
辰口信夫的父亲辰口主一生于广岛，1895年前往美国寻求“在新世界的冒险”。他在位于加州的希尔兹堡学院（今太平洋联合学院）学习，期间受洗成为安息日会信徒。在旧金山完成牙医学习后，1907年他回到广岛，计划成为传教士。
辰口主一成立了一间牙科诊所并促进建立广岛的安息日会。之后，他与同样熟悉美国和讲流利英语的柴田贞子结婚，并生育3个儿子和3个女儿。这3个儿子后来都去往美国留学。其中排行第二的，就是出生在1911年8月31日的辰口信夫。他的父母为他起了英文名保罗（Paul），但在家中称他约瑟夫（Joseph）。

## 求学和结婚

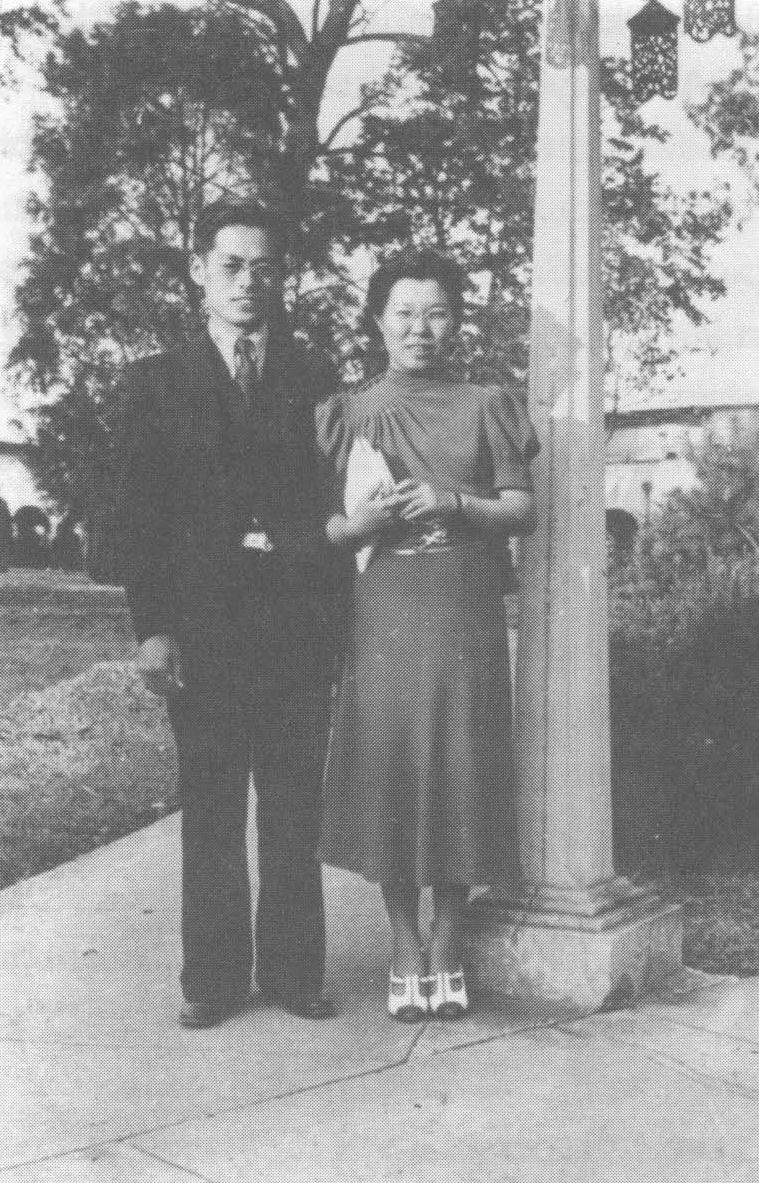
1938年的辰口夫妇

1919年3月，辰口信夫中学毕业。1923年3月，他从特拉维尔英语学院毕业。三年后，他去往加州的太平洋联合学院（也是他父亲的母校）进修，于1932年5月毕业。因辰口的双亲在该年意外去世，他不得不回到日本处理家事。次年他回到加州入学罗马林达大学医学传道学院。在这期间，辰口的同学们都用英文名保罗称呼他，认为他严肃，友善而不善交际。他的后辈J. 穆德里说：“我很了解他。我一直认为辰口──我们叫他保罗──是个典型的美国人”。之后，他在洛杉矶的怀特纪念医院做了一年医学实习。
1938年9月8日，辰口以医学士毕业，并获得了加州医疗执照。同年，他得到了父亲于1928年建立的东京卫生医院的工作。因为要治疗东京的结核病人，他又在加州度过了几年研究生的生涯。同年，他和儿时好友三宅耐子结婚。当时，耐子的父母正在夏威夷檀香山作传教士，耐子自己则是在加州学习。1939年，辰口夫妇离开美国回到日本。

## 早期军事生涯
辰口在东京意识到日美关系变得紧张。尽管他对自己的祖国绝对忠诚，但他和妻子一样也热爱美国。辰口把精力集中在传道工作上，并和妻子一同支持安息日会的工作。1940年，他们生下了一个女儿，名叫乔伊·美纱子。
1941年初，辰口接到征兵命令，加入大日本帝国陆军近卫步兵第1联队并于1月10日获二等兵衔。由于该部队当时仍驻扎在东京，辰口仍有机会探望妻子和女儿。美纱子后来回忆道：“我对我的父亲只有唯一的印象，那就是和他玩捉迷藏。”
同年9月，辰口信夫进入日军医务学校，并在10月毕业。他被授予军士长军衔，后于1942年1月回到第1联队。在此期间，日军于1941年12月袭击珍珠港，并对美国及同盟国宣战。辰口由于曾在美国求学而遭到日军怀疑，故一直没有被授予军官衔。
在接下来的几个月，辰口被派往南太平洋增援位处荷属东印度的日军。在服役期间，辰口用日记记录他在军营中的第一手见闻和对发生在他周围事情的所思所感。1942年9月，在知道自己将被派到新不列颠岛的拉包尔执行任务后，他在日记中写道：“我非常开心，决心全力以赴”，“决心直到剩下最后一名士兵也要摧垮敌人”。
10月4日，辰口到达了拉包尔。根据耐子的记载，辰口在拉包尔可能并未停留太久，因为当月之内在被重新分配之前，辰口在东京和她团聚了。辰口无法告诉已怀上第二个孩子的妻子他接下来要去往何处，但耐子注意到他在研究北太平洋的地图。辰口一度告诉他的妻子他会前往一个能和在加州时的同学们见面的地方。
辰口再度出发的几星期后，皇军给耐子送来了辰口的几缕头发。这意味着辰口被派遣到了一个极为危险的战场，想要把完整的遗体送回国内几乎不可能。

## 阿图岛战役

### 到达阿图岛

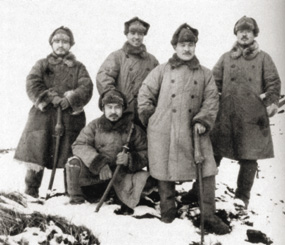
阿图岛上的日本士兵

在中途岛战役中，日军在1942年6月7日首先占领了阿图岛和基斯卡岛。9月，日军放弃了阿图岛，之后又决定重新夺回。日本海军特别陆战队北海支队的一个团和支援部队于10月陆续抵达阿图岛，最终约有2,500～2,900名士兵登岛。辰口于1943年3月10日随最后一批登岛人员上岛。尽管北海支队的野战医院大都设在基斯卡岛，辰口和其他23人还在阿图岛上设立了一个小诊所。
由于美军的封锁，日本和阿图岛之间的信件来往不便。辰口收到了耐子寄来的小饼干和用在被阿图岛的寒风擦痛的皮肤上的药膏。而辰口发出的四封信和几张明信片也来到耐子手中，因为不能谈论具体的驻扎位置和任务，辰口在信中谈论起天气，和他周围的冰雪群山之美以及钓鱼的经历。看到耐子写道他们的第二个女儿劳拉·睦子出生，辰口备受鼓舞。他提醒妻子，要经常演奏古典音乐给女儿们听。

### 岛上作战

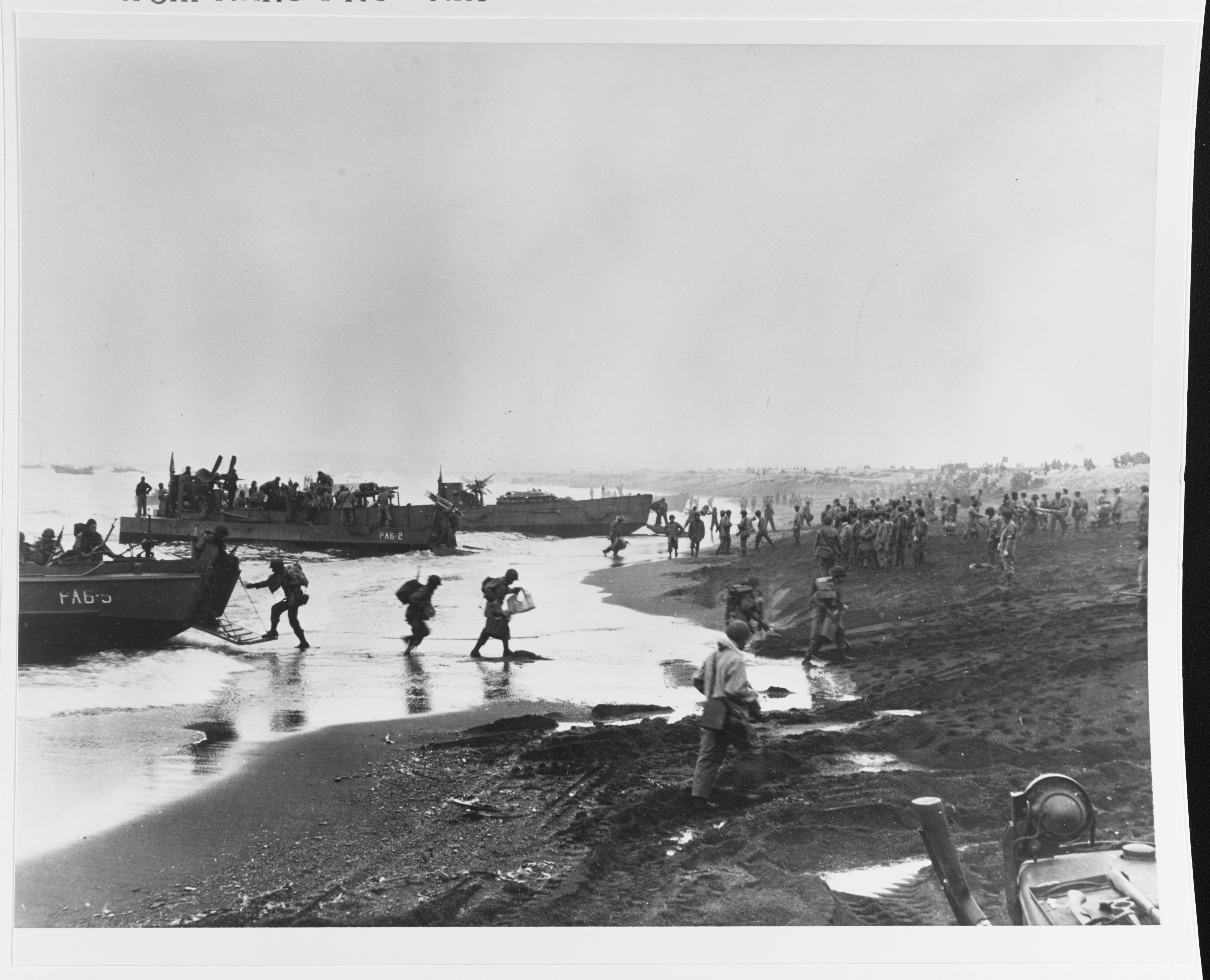
1943年5月12日，美军向阿图岛输送补给品

1943年5月11日，美军第7步兵师为从日军手中夺回阿图岛开始登陆作战。岛上的日军司令官山崎保代面对数量达自军五倍的美军，将手下的军队安排在山中以延缓美军向陆上推进。辰口在5月12日的日记中提及美军登陆后日军的退守：“我们撤到了高处。美军时常发动空袭，射击舰炮。我听到巨大的响声。准备作战设施。”
5月14日，美军的大炮向日军发射了装填了磷的烟雾弹，而双方许多士兵都以为那是毒气弹。这天辰口在日记中写道：“美军使用了毒气弹。但因为强风的缘故，没有造成伤亡。”
辰口后来记录下为躲避美军轰炸而不得不把野战医院迁进防空洞的事。由于日军不断遭到美军抵抗，医院搬迁了数次，病人也被转移了数次。他在5月17日的日记中写道：
| “ | 大概在晚上11:30，我借着夜色离开防空洞。我走过泥泞的小路，登上无人的陡峭山坡。不论我们撤退多远，走了多少路，都没有躲开袭击。我疲劳到走了三四十步再坐下就会睡着，醒来以后一切又再度重演。有几名必须用担架抬着走的伤员。他们的脚被霜冻伤，完全不能走路。我们耗费了9个小时才转移全部的病人，没有落下一人。 | ” |

辰口在日记中不断记述着美军对日军的空袭和炮击。5月21日他写下“给病人做截肢时遭受猛烈的炮轰”，23日写下“帐篷的支柱被炮击中”，“帐篷立即倒下并砸死两人。我们已两天没有食物。”5月26日，辰口记录道，“举办了宣读天皇敕令的仪式。我们的最后防线被冲破。增援，没有希望。我们将为天皇而光荣牺牲。”

### 最后一击与阵亡

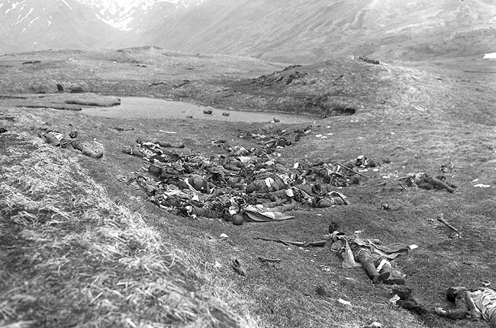
1943年5月30日最后一击中阵亡的日军士兵

到了5月28日，阿图岛上大约剩下1,000名日军，活动范围被限定在狭小的山谷中。意识到不会再有支援的山崎孤注一掷，下令全军奇袭美军。山崎希望突破敌军的前线，攻占其炮台以把剩下的美军拒于岛外。辰口信夫的最后一篇日记记下了山崎的命令，以及对家人的寄托。
| “ | 凌晨二时于司令部集合，野战医院亦已参加。即将进行最后袭击。医院全数病患承命自杀。余年仅三十三岁，今将死焉。但无任何遗憾。天皇陛下万岁。八时喜获圣谕，心甚喜。余以手雷一支予每人。 余之妻耐子，爱余至最期，谨此永别。美纱子届四岁，直至来生再会，愿主佑汝。吾女睦子，本年二月出世，叹汝不得谋父之面。 光惠，就此永别。诸兄，来世再会。 今次战斗，参战者逾千。敌明日必倾巢总攻。 | ” |

山崎在5月30日清晨开始进攻。尽管作战有效地打击了美军，山崎和部队大多数官兵却死于美预备队枪下。剩余的日军大多自杀，只有27人投降。
关于辰口的死有两种说法。第一种认为，他并未参与战斗。1943年5月30日晚，两名美军士兵在击败山崎部队之后搜寻残部，接近了辰口所在的防空洞医院。辰口走出防空洞，手中挥舞《圣经》，用英语高声喊道“不要射击！我是基督徒！”其中一名美军士兵莱尔德听懂了辰口喊话，收起武器；但另一人赫尔恩枪杀了辰口。事后赫尔恩声称，由于战场喧嚣，他听不清辰口在喊什么，并以为辰口挥舞圣经是把它当作武器。
另一种说法则是莱尔德后来在1984年告诉耐子和劳拉的。他声称当年5月30日早晨，自己正在帐篷里睡觉。此时山崎部队突破了美军的前线。有个人跑进莱尔德的帐篷，莱尔德当即开枪射杀了他，却发现杀死的是美国人。之后8名士兵靠近帐篷，莱尔德也把他们射杀，而其中一人便是辰口信夫。莱尔德声称，他发现了辰口的日记和一本通讯录，却震惊地发现里面有美国的联系方式。
辰口的校友J.穆德里和J.L.惠特克是当时美军第七师在阿图岛上的医疗兵。惠特克直面山崎部队的最后突击，但没有受伤。之后这两人得知辰口也在阿图岛上且死于附近时，深感吃惊。

## 日记
辰口死后，他的日记、通讯录、《圣经》和一本《格雷氏解剖学》被转交给美军情报部门。一名叫做梅谷安雄的二世日裔士兵起草了日记的第一份译文。日记的内容涉及广泛，记录了从师团指挥部到阿图岛上美军部队的见闻。美国人被从日本角度观察这场战役的在美国受训的日本军医吸引，令阿图岛上甚至阿留申群岛的其他部队都纷纷传看梅谷的译文和后来其他的译文。当地的商船业者获得英文译文后把它带回美国本土，引起新闻界的注意，并公之于众。
阿拉斯加防卫司令小西蒙·玻利瓦尔·巴克纳在了解美军于战斗中使用毒气后感到疑惑，下令没收全部译本。而日记原本，则在送往巴克纳司令部的途中丢失，至今下落不明。现在流通的日语版则是从英语翻译而来。1943年9月，阿拉斯加防卫司令部情报部门报告称，没能成功控制日记译文流通。
有几家美国报纸出版了日记中的节录，并指出辰口虽然是基督徒，但可能于杀害病人的行为相关。《芝加哥论坛报》在1943年9月9日发布了名为“据日记揭露，日军曾杀害自军伤兵”的文章。另一方面，辰口曾就读过的学校所出版的刊物则为他辩护，认为辰口性格温和且富有同情心，他当时的行为是自己所不能控制的环境造成的结果，而在这种环境下，其行为既没有违背宗教信仰，也没有违反医生的誓言。西方许多史学记录都提及辰口且引用他的日记，尤其是最后一篇。

## 家族

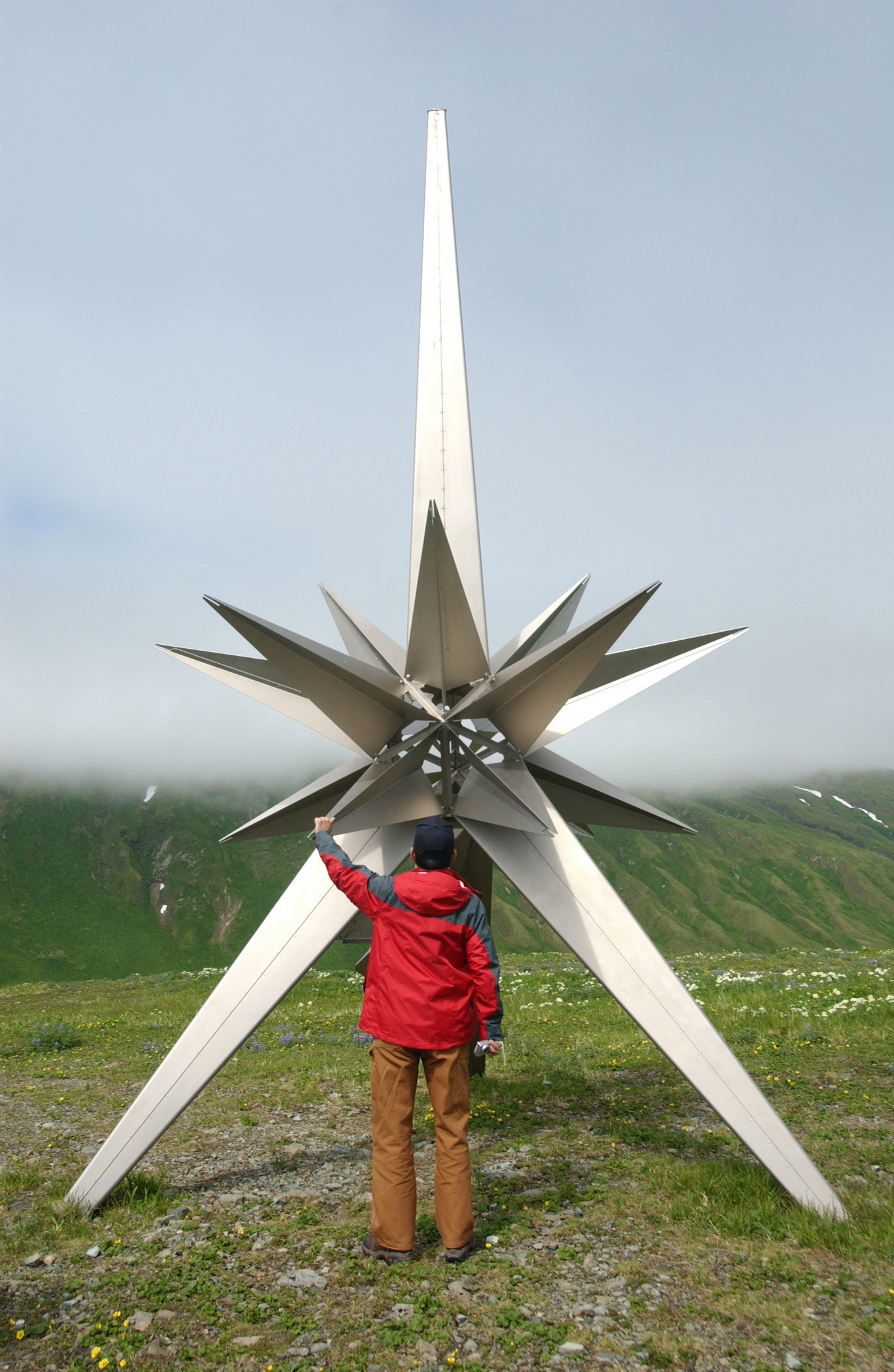
日本政府在阿图岛设立的和平纪念碑

日本政府在1943年8月告知耐子辰口信夫已经战死的事。耐子和两个女儿凭借丧偶抚恤金和邻居的帮助平安度过了战争，而她仍相信丈夫还活着并能回到她身边。战争刚一结束，辰口信夫的大学导师，同时也是耐子的朋友的B.P.霍夫曼来到了她居住的大阪。霍夫曼告诉耐子，因为阿图岛上发现的辰口的通讯录中有前者的名字，联邦调查局（FBI）的人员曾经在战时约谈过他。FBI的人员把辰口的死讯传达给霍夫曼，霍夫曼再转告耐子。终于，耐子接受了丈夫永远不能归来的事实。
二战结束后，耐子在驻日美军中担任秘书和教师。1954年，她和两个女儿（乔伊和劳拉）离开日本，投奔在夏威夷的耐子的父母。母女三人都归化成了美国公民，乔伊和劳拉都进入了祖父和父亲学习过的太平洋联合学院进修，成为护士。乔伊之后嫁给了日本人，并回到日本；劳拉则和美国人结婚，并搬家到洛杉矶，收留了母亲。2005年，耐子接受共同社采访时这样评价她的丈夫：“他献身于上帝，是一个坚定的基督徒医生，也是一位绅士。”
1993年5月，劳拉前往阿图岛，在阿图岛战役50周年纪念仪式上发表了讲话。她说道：“我的父亲为他的祖国日本尽忠，却死在和他深爱的美国的战斗中，这多么讽刺……我和我的父亲一样，心中都深爱着美国和日本。”

## 注解
1. ↑  真正死亡日期不详。此日期来源于1952年日军留守业务部所编的《阿图岛陆军关系者战没名单》。
2. ↑  日语：
3. ↑  英語：；日语：
4. ↑  并非所有的日记译本都有“每人一手雷”之句。
5. ↑  Japs Slew Own Patients on Attu, Diary Discloses

## 扩展阅读

### 图书
- John Haile, Cloe. . Missoula, Montana: Pictorial Histories Publishing Co. and Anchorage Chapter – Air Force Association. 1990. ISBN 0-929521-35-8. OCLC 25370916.
- Garfield, Brian. . Fairbanks: University of Alaska Press. 1995 [1969]. ISBN 0-912006-83-8. OCLC 33358488.
- 梶山, . . 福音社. 1982.
- 防卫研究所战情室.  21. 朝云新闻社. 1968.
- Hays, Otis. . University of Alaska Press. 2004. ISBN 1-889963-64-X.

### 互联网
除非另有说明，以下网页中的内容均为英文。
- Beauchamp, Edward R. . 日本时报. 2001-11-22  [2008-05-04]. （原始内容存档于2012-12-19）.
- McDaniel, Sandi. . Anchorage Daily News. 1993-07-16  [2008-05-04]. （原始内容存档于2008-04-22）.
- 大村纪征. .   [2008-05-04]. （原始内容存档于2008-05-16） （日语）.
- Tominaga, Takaki. . Asian Political News (Kyodo News). 2005-08-15  [2008-05-04]. （原始内容存档于2020-01-02）.